# Нактусы
Нактусы (лат. Nactus) — род ящериц из семейства гекконовых.
Распространены на Маскаренских островах, в Новой Гвинее, на некоторых островах Океании и на севере Австралии.
Змеиноостровной геккон (Nactus serpensinsula) включён в Красную книгу МСОП как уязвимый вид.

## Классификация
Род насчитывает 35 видов:
- Nactus acutus
- Nactus aktites
- Nactus allenallisoni
- Nactus alotau
- Nactus amplus
- Nactus arceo
- Nactus arfakianus
- Nactus cheverti
- Nactus chrisaustini
- Nactus coindemirensis
- Nactus eboracensis
- Nactus erugatus
- Nactus fredkrausi
- Австралийский нактус (Nactus galgajuga)
- Nactus grevifer
- Nactus heteronotus
- Nactus intrusus
- Nactus inundatus
- Nactus kamiali
- Nactus kunan
- Nactus modicus
- Nactus multicarinatus
- Nactus nanus
- Nactus notios
- Nactus panaeati
- Nactus papua
- Nactus pelagicus
- Nactus rainerguentheri
- Nactus robertfisheri
- Змеиноостровной геккон (Nactus serpensinsula)
  - Nactus serpensinsula durrelli
  - Nactus serpensinsula serpensinsula
- Nactus soniae
- Nactus sphaerodactylodes
- Nactus undulatus
- Nactus vankampeni